# Fehér telefonok
| Fehér telefonok                           | Fehér telefonok                           |
| Kattints az alábbi külső linkek egyikére! | Kattints az alábbi külső linkek egyikére! |
| ----------------------------------------- | ----------------------------------------- |
| Nem található szabad kép.(?)              |                                           |
| külső link · jogvédett                    | A film magyarországi plakátja (1977)      |
| külső link · jogvédett                    | A DVD-kiadás címképe                      |

Fehér telefonok (eredeti olasz címe Telefoni bianchi) 1976-ban bemutatott olasz drámai vígjáték Dino Risi rendezésében, Agostina Belli, Vittorio Gassman és Ugo Tognazzi főszereplésével. Egy egyszerű szobalány társadalmi felemelkedéséről szól, aki céltudatos prostitúció révén feljut a fasiszta Olaszország legmagasabb társadalmi köreibe és ünnepelt filmsztárrá válik. A címadás gúnyos utalás az olasz filmművészet 1937–1941 között virágzó, úgynevezett „cinema dei telefoni bianchi” korszakának romantikus, könnyed filmvígjátékaira, a film egyben ennek a műfajnak paródiája is.

## Cselekmény
A csinos Marcella szobalányként dolgozik egy velencei szállodában. Rajong a „fehér telefonok” korszakának giccses és romantikus mozifilmjeiért, vágyik a kor filmsztárjai után, akik az egyszerű lányokat csodálatos és gazdag hercegnőkké változtatják. Ő is híres színésznő akar lenni. Ennek érdekében lefekszik a szálloda egyik vendégével, aki nagyhatalmú filmproducernek hazudja magát és az aktus fejében filmszerepet ígér Marcellának. Marcella vőlegénye a naív Roberto Trevisan. Őszintén szereti Marcellát, de elkeseríti, hogy a lány mindenkivel lefekszik, csak ővele nem. Marcella szerint ez nem számít, mert Robertót szereti, a többieket pedig nem. Veszekedéseik mindennaposak.
Marcella Rómába készül a beígért filmes meghallgatásra. Anyja azzal bocsátja útjára, hogy „jobb szajhának lenni, mint rabszolgának”. Mivel részeges apja elitta az útra félretett pénzét, Marcella Rábeszéli Robertót, vigye el őt Rómába, ahol ingyen összeházasodhatnak. A fasiszta rezsim kikiáltásának tizedik évfordulóján a kormány tömeges esküvőt rendez, az egybekelő jegyespároknak minden költségét kifizeti, és még jegyajándékot is kapnak. Rómába érkezve Marcella szembesül azzal, hogy a magát filmesnek hazudó velencei vendég becsapta. Lefekszik egy feketeinges aktivistával, Brunóval, aki szintén azzal hitegeti, hogy elindítja őt a színésznői pályán. Roberto kilesi Marcella hűtlenségét, és másnap, az ünnepi esküvőn a pap kérdésére, elkeseredve és harsányan nemmel válaszol. Szajhának bélyegzi kicsapongó menyasszonyát. A katonák lefogják Robertót és „önkéntesként” besorozzák az etiópiai frontra induló seregbe. Marcellát Bruno veszi gondjaiba, aki azonban filmgyár helyett az anyja által üzemeltetett bordélyházba viszi, és színésznő helyett prostituáltként dolgoztatja. A bordélyba gyanútlanul besétál a leszerelt Roberto. Mindketten megdöbbennek, és egymást kezdik vádolni: „te mit keresel itt”? Újra összevesznek.
A bordélyból Marcella a gyermeteg Gondrano Rossi zeneszerzőhöz költözik, aki énekesnőt csinál belőle a rádióban. Egy idő után elmenekül a rögeszmés, állandóan éneklő Rossitól. Az utcán véletlenül összefut álmai férfiújával, a romantikus filmek bálványozott sztárjával, a már öregedő, de sármos Franco D’Enzával, aki rutinszerűen udvarolni kezd neki. Ostiába viszi vacsorázni, de ott Roberto a pincér. A fiú botrányt csinál, lepocskondiázza és felpofozza csélcsap menyasszonyát, aztán öngyilkossági szándékkal a tengerbe ugrik. A strandon tartózkodó Benito Mussolini a Palazzo Veneziába invitálja a csinos Marcellát, aki nyomban faképnél hagyja a vízből kimentett, eszméletlen Robertót, akit kórházba szállítanak.
A Duce szeretőjeként Marcella bekerül az olasz filmgyártás krémjébe, romantikus főszerepeket kap, a szolgalelkű rendezők és hivatalnokok körülrajongják. Franco D’Enza, a bálványozott filmsztár először kicsúfolja a „tehetségtelen takarítónőt”, de mihelyst meghallja, hogy ő a Duce kegyeltje, nyomban hízelegni kezd neki. A vízből kimentett Robertót a Duce besoroztatja a spanyol polgárháborúba induló olasz „önkéntesek” közé.
Marcella – új művésznevén Alba Doris – karrierjét magas pártfogói és a szolgalelkű filmesek egyengetik. Összeköltözik a kokainfüggő és öntelt Franco D’Enzával. Az „álompár” az olasz mozivilág rivaldafényében sütkérezik, a rendezők és újságírók versengenek a sztárpáros kegyeiért. D’Enza a kábítószerektől tönkremegy, kórházba kerül, de Marcella sikercsillaga tovább ragyog. A spanyol és albán frontot megjárt Roberto rongyosan, lesántulva feltűnik a színésznő fényűző házában, de Marcella letagadja, hogy ismerné őt. A prominens vendégek elintézik, hogy Robertót ismét besorozzák és a szovjet frontra küldjék.
1943. július 25-én a fasiszta rendszer összeomlik, „negyvenmillió olasz hirtelen rájön, hogy egész életében mindig is antifasiszta volt”. Marcella társadalmi helyzete semmivé válik, hazaindul szüleihez, a venetói Coneglianóba. Útközben egy szélhámos kifosztja. Az úton bandukolva egy gyanús csempész, a púpos Adelmo veszi fel teherautójára, aki mindent és mindenkit elad pénzért. Amikor autója lerobban, Marcellát küldi, hogy szexszel fizessen a szerelőnek. A lány egykori élettársa, Franco D’Enza, a Salòi Köztársaság fasiszta propagandafilmjének forgatásán dolgozik. A kommunista partizánok kollaborálásért halálra ítélik. Csak rá akarnak ijeszteni, de a kokaintól leromlott D’Enzának megáll a szíve és meghal. A púpos Adelmo felvesz egy menekülő zsidó családot, és készpénzért a németek kezére adja őket. Marcella a német tiszt ágyába bújik, rövid együttélés után német katonai vonaton utazhat tovább. Üres kézzel tér haza. Szülei, akik hírnevet, pénzt és gazdagságot reméltek tőle, elzavarják otthonról.
Egy légiriadó során Marcellának sikerül elcsábítania egy gazdag svájci-német csokoládégyárost és férjhez megy hozzá. Évek múlva családanyaként él Svájcban, nagypolgári jólétben, anyagi gondok nélkül. Úgy tudja, régi szerelme, Roberto a szovjet fronton elesett. Elkíséri férjét üzleti útjára a Szovjetunióba, hogy virágot tegyen a fiú sírjára. A temető felé autózva orosz sofőrjük egy torzonborz, szakállas helybéli szántóvetőtől  kér útbaigazítást. Marcella nem ismeri fel Robertót, aki túlélte a háborút, egy orosz asszonnyal alapított saját családot, és morogva panaszkodik a szélre, amely erősebb, mint régi hazájában, a velencei lagúnában fújó szél.

## Fogadtatás
A film az 1930-as évek olasz filmgyártásának és a fasizmussal való kollaborálásának éles szatíráját adta. Az olasz filmesek és kritikusok hidegen fogadták és lehúzták. A film azonban nagy közönségsikert aratott Olaszországban és Franciaországban is. A főszereplő Agostina Belli a Marcella-alakításért David di Donatello-díjat kapott.

## Szereposztás
| Szerep                           | Színész          | Magyar hangja (1. szinkron, 1977) |
| -------------------------------- | ---------------- | --------------------------------- |
| Marcella Valmarin / „Alba Doris” | Agostina Belli   | Bánsági Ildikó                    |
| Roberto Trevisan, a vőlegénye    | Cochi Ponzoni    | Végvári Tamás                     |
| Luciani úr, szállodai vendég     | Maurizio Arena   | Láng József                       |
| Gondrano Rossi zeneszerző        | Lino Toffolo     | Harkányi Endre                    |
| Franco D’Enza                    | Vittorio Gassman | Sztankay István                   |
| Adelmo, a púpos csempész         | Ugo Tognazzi     | Szabó Gyula                       |
| Bruno (Bruni) hadnagy            | Renato Pozzetto  | Balázs Péter                      |
| Benito Mussolini                 | Dino Baldazzi    | Inke László                       |
| Franz                            | William Berger   | Somogyvári Pál                    |
| Bárgyú srác a bordélyban         | Alvaro Vitali    | ?                                 |

- További magyar hangok: Győri Ilona, Czigány Judit, Kaló Flórián, Kristóf Tibor, Miklósy György, Makay Sándor, Mécs Károly

## További információ
- Fehér telefonok a PORT.hu-n (magyarul)
- Fehér telefonok az Internetes Szinkronadatbázisban (magyarul)
- Fehér telefonok az Internet Movie Database-ben (angolul)
- Fehér telefonok a Box Office Mojón (angolul)
- La Carrière d'une femme de chambre (francia nyelven). allociné.fr